# Archaeotinodes dentinosus
Archaeotinodes dentinosus là một loài Trichoptera hóa thạch trong họ Ecnomidae.